# Вулиця Єрмощенка (Донецьк)
Вулиця Єромошенка — одна з вулиць міста Донецька. Розташована між проспектом Ватутіна та першим міським озером.

## Історія
Вулиця названа на честь секретаря президіуму Всеукраїнського ЦВК Веніаміна Єрмощенка.

## Опис
Вулиця Єрмощенка знаходиться у Ворошиловському районі фактично біля парку першого міського ставка. Вулиця утворює своєрідний мікрорайон. Довжина вулиці становить близько трьохсот метрів.